# Begonia cirrosa
Espèce
Synonymes
- Begonia crispula T.T.Yu ex Irmsch.[1]

Begonia cirrosa est une espèce de plantes de la famille des Begoniaceae.
L'espèce fait partie de la section Coelocentrum.
Elle a été décrite en 1983 par Lyman Bradford Smith (1904-1997) et Dieter Carl Wasshausen (1938-…).

## Répartition géographique
Cette espèce est originaire du pays suivant : Chine.